# Saint-Étienne-du-Gué-de-l'Isle

Saint-Étienne-du-Gué-de-l'Isle este o comună în departamentul  Côtes-d'Armor, Franța. În 1 ianuarie 2022 avea o populație de 372 de locuitori.